# سرمایه‌گذاری خطرپذیر
سرمایه‌گذاری خطرپذیر (به انگلیسی: Venture Capital) که از آن با عنوان‌های «سرمایه‌گذاری جسورانه» یا «سرمایه‌گذاری کارآفرینی» نیز نام می‌برند، عبارت است از تأمین سرمایه لازم برای شرکت‌ها و کسب‌وکارهای نوپا (استارت آپ) و کارآفرین که مستعد جهش و رشد ارزش هستند و البته دارای ریسک فراوانی است.
شرکت‌های سرمایه‌گذار ریسک پذیر، گروهی از سرمایه گذاران هستند که بر روی شرکت‌های کوچک با پتانسیل رشد بالا سرمایه‌گذاری می‌کنند. این شرکت‌ها پول قرض نمی‌دهند بلکه در این شرکت‌ها سرمایه‌گذاری می‌کنند.
این شرکت‌ها در مراحل ابتدایی رشد و تکامل اقتصادی خود، مورد توجه سرمایه‌گذارانی هستند که با ارزیابی موشکافانه خود، شکاف سرمایه و کمبود نقدینگی شرکت‌های کارآفرین را جبران می‌کنند و در گروه سهام‌داران آن‌ها قرار می‌گیرند. سرمایه‌گذار ریسک‌پذیر با مدیریت فعالانه و برنامه‌ریزی در توسعه مدل‌های راهبردی، در کسب‌وکار هدف و ارزش افزوده و افزایش قیمت سهام این شرکت‌ها نقش مهمی ایفا می‌کند.
رونق و توسعه فعالیت‌های سرمایه‌گذاری ریسک‌پذیر موتور محرکه و محور اصلی رشد محصولات جدید و نوآوری در عرصه فناوری است.
سرمایه خطرپذیر سرمایه‌ای است که به همراه کمک‌های مدیریتی، در اختیار شرکت‌های جوان، کوچک، به سرعت در حال رشد و دارای آتیه اقتصادی قرار می‌دهند. سرمایه خطرپذیر، از منابع مهم تأمین مالی شرکت‌های کوچک و نوپا است.
به بیانی می‌توان گفت شرکت‌های سرمایه‌گذاری پول و تجارب مدیریتی را در اختیار شرکت‌های در حال رشد قرارمی‌دهند و آن‌ها هم این امکانات را برای تبلیغات، پژوهش، ایجاد زیرساخت و تولید محصول استفاده می‌کنند. شرکت سرمایه‌گذار را وی سی فیرم (VC Firm) و پولی که به شرکت در حال رشد داده می‌شود سرمایه خطرپذیر (venture capital fund) گفته می‌شود.
شرکت‌های سرمایه‌گذاری خطرپذیر عموماً در شرکت‌هایی سرمایه‌گذاری می‌کنند که به تکنولوژی جدیدی یا روش کار نویی دست پیدا کرده باشند، و این سرمایه‌گذاران در ازای پولی که سرمایه‌گذاری می‌کنند، سهام آن شرکت را تصاحب می‌کنند و از این طریق تولید پول می‌کند. سرمایه مخاطره پذیر سرمایه‌گذاری شده عموماً هنگامی که سهام آن مبادله می‌شود نقد می‌شود.

## تاریخچه
مبدأ واژه سرمایه‌گذار خطرپذیر فردی به نام جین وایتر بوده است که در سال ۱۹۳۹ برای اولین بار این واژه را در همایش عمومی انجمن بانکداران آمریکایی بکار برده است.
در ابتدای شکل گرفتن سرمایه‌گذاری خطرپذیر غالباً این سرمایه‌گذاری توسط افراد ثروتمند صورت می‌گرفت. این افراد غالباً صاحبان شغل‌های پر درآمدی بودند که در کنار آن به این‌گونه سرمایه‌گذاری‌ها نیز می‌پرداختند. امروزه به این افراد فرشتگان کسب و کار گفته می‌شود. اما با مدرن شدن سرمایه‌گذاری پر خطر، این روش سرمایه‌گذاری خود به تجارتی مستقل تبدیل شد و شرکت‌های تخصصی در این زمینه به وجود آمدند.
این شرکت‌ها، فعالیتشان همان فعالیت سرمایه‌گذاران خطرپذیر است و کمبود کانال‌های سنتی تأمین مالی را پوشش می‌دهند و منابع مالی کافی را برای سرمایه‌گذاری پرخطر و بلندمدت در تکنولوژی‌های نوین فراهم می‌آورند. اما در شریان‌های مختلف این صنعت به‌صورت علمی و تخصصی حضور پیدا می‌کنند. برای انتخاب طرح‌ها الگویی بهینه دارد، تأمین منابع مالی خطرپذیر به‌شکل سیستمی پویا درآمده است. تأثیر مدیریت و مشارکت آن‌ها بسیار تأثیرگذار است، مدیرت ریسک و خطر را به‌صورت حرفه‌ای در نظر می‌گیرند، همچنین زمان و راه‌های خروج از سرمایه‌گذاری را از همان ابتدا در برنامه‌های خود جای می‌دهند.

## روش‌های تأمین مالی در صنعت سرمایه‌گذاری خطرپذیر
- سرمایه نزدیکان، دوستان و اقوام[۳]
- کارت‌های اعتباری[۴]
- فرشتگان نجات کسب و کار[۵]
- تهیه‌کنندگان و مشتریان[۶]
- مؤسسات وام دهنده مثل بانک‌ها و مؤسسات اعتباری[۷]
- سرمایه‌گذاران خطرپذیر[۸]
- اجاره به شرط تملیک[۹]
- بانک‌های تجاری[۱۰]
- فروش سهام و ورود به بازار بورس[۱۱]
- تأمین مالی جمعی[۱۲] (Crowdfunding)

## شاخص‌های سرمایه‌گذاری خطرپذیر
1. توجه به شرکت‌های نوپا
2. خطرپذیری
3. دیدگاه بلندمدت
4. انگیزه سودآوری
5. مشارکت در مدیریت شرکت‌ها
6. مشارکت در مالکیت شرکت‌ها
7. خروج از سرمایه‌گذاری

## تجارب جهانی
تجارب کشورهای گوناگون برای ایجاد نهادهای مالی درزمینه سرمایه‌گذاری خطرپذیر نشان می‌دهد درصورت فراهم‌بودن سازوکارها و زیرساخت‌های مناسب، این‌گونه سرمایه‌گذاری‌ها مناسب‌ترین راه برای توسعه طرح‌های نوآورانه است. بانک‌ها و دیگر مراکز اعطای تسهیلات به‌دلیل ریسک‌های موجود، از این طرح‌ها حمایت نکرده‌اند. حمایت نکردن از این طرح‌ها موجب ازدست‌رفتن موقعیت‌های مستعد برای توسعه فناوری و اشتغال‌زایی در کشور می‌شود.
نکتهٔ مهم در ساختارهای تأمین مالی این‌گونه طرح‌ها، وجود سرمایه ابتدایی و راه‌اندازی کسب‌وکار است. ازاین‌رو، اگر صاحب طرح یا ایده‌پرداز اصلی نتواند منابع مالی ضروری و اولیه و حتی ضمانت‌های لازم برای سرمایه‌گذار را فراهم آورد، درواقع، با اولین و جدی‌ترین مسئله روبه‌رو خواهد شد. در این حالت، با فرض اینکه از عهده مسائل مدیریتی و بازار و تحلیل اوضاع برآید، دغدغه اصلی وی، چگونگی تأمین این منابع و صرف وقت و انرژی فراوان است. این روند نیز مستلزم گذراندن فرایندهای پیچیده در بیشتر مؤسسه‌های مالی و بانک‌ها و دیگر شرکت‌های دولتی است.
بانک‌ها و مؤسسه‌های مالی و اعتباری و صندوق‌ها و نیز شرکت‌های سرمایه‌گذاری مختلف، در بیشتر زمان‌ها، درزمینه رشد صنایع گوناگون و حمایت از طرح‌های سودآور اقتصادی، نقش و حضوری جدی دارند؛ اما برخی طرح‌ها و ایده‌های فنّاورانه دانش‌محور است. ازاین‌رو، در بازارهای مالی دنیا، به‌تازگی، شاهد شکل‌گیری نهادهای سرمایه‌گذار جدیدی هستیم. این نهادهای مالی با مشارکت مستقیم و فعال در طرح‌های فناورانه جدید و همچنین، در شرکت‌هایی با ریسک بیشتر از متوسطِ ریسک در بازارهای سرمایه‌ای رسمی و غیررسمی سرمایه‌گذاری می‌کنند؛ که ازجمله می‌توان به بازار بورس اوراق بهادار، شرکت‌های سهامی عام، زمین و مستغلات و طلا و ارز اشاره کرد. این‌گونه نهادهای مالی را «شرکت‌ها یا صندوق‌های سرمایه‌گذار خطرپذیر» نیز می‌نامند.
ایالات متحدهٔ آمریکا در توسعه صنعت سرمایه‌گذاری خطرپذیر، نقش مهمی ایفا می‌کند. بنابر آمار، عملکرد نهادهای مالی در این کشور، علاوه بر کاهش نرخ بازگشت سرمایه، به توسعه صنایع کوچک و متوسط و ایجاد ارزش در شرکت‌های سرمایه‌پذیر کمک کرده است. چنین روندی، درنهایت، به ایجاد اشتغال و توسعه اقتصاد داخلی در این کشور منجر شد.
دولت آمریکا با جذب سرمایه‌های صندوق‌های بازنشستگی و بانک‌های مختلف ایالتی و ملی توانست زمینه ایجاد فضای تخصصی و حرفه‌ای را برای کارشناسان صنایع فراهم آورد. این کارشناسان به سرمایه‌گذاری در صنایع دانش‌بنیان و شکوفاسازی آن‌ها علاقه‌مند بودند. اندکی پس از آن، دولت به خروج از این صندوق‌ها اقدام کرد. این درحالی بود که سرمایه‌گذاران بسیاری با دیدن آثار سودمند و بازدهی مناسب این نوع سرمایه‌گذاری که از صرفه مالیاتی نیز برخوردار بود، بازخرید سهام دولتی این صندوق‌ها را شروع کردند. آنان می‌خواستند از تمام بازده این صندوق‌ها که پاداش ریسک سرمایه‌گذاری در شرکت‌ها بود، به‌نفع خود بهره‌مند گردند. البته یکی از عواملی که باعث شد این نوع بازار یا صنعت، رشد یابد، این بود که رقابت در بازار با توجه به کثرت ایده‌ها و طرح‌های خطرپذیر، اندک و در نتیجه، حق گزینش طرح‌های سودآور، بسیار بود. ازاین‌رو، سرمایه‌گذاران طرح‌هایی را توان بالقوهٔ فراوانی برای رشد و توسعه داشت، به‌سرعت جذب می‌کردند.
به‌تدریج، این صنعت در سطح بین‌الملل شناخته‌تر شد و سرمایه‌گذاری در طرح‌های جدید پُرریسک، پس از آمریکا، در کشورهای اروپایی و آسیایی رواج یافت؛ برای مثال در کشور هند، به‌عنوان کشوری در حال توسعه، از سال ۱۹۸۵ به بعد، فعالیت رسمی در این حوزه شکل گرفته است. هم‌اکنون، در هند حدود ۲۵۰تا۳۰۰صندوق خطرپذیر مشغول فعالیت است. حتی در کشورهایی مانند کانادا، در کنار بورس سهام شرکت‌های بزرگ، بورس سهام شرکت‌های پُرریسک جای دارد. به‌دلیل بازدهی کمابیش خوب سالانه این شرکت‌ها، درمقایسه‌با دیگر شرکت‌های حاضر در بورس، حجم معاملات روزانه سهام شرکت‌های پُرریسک به‌طور چشمگیری رشد کرده است. در کشور انگلستان، بورس‌های محلی کوچکی را تأسیس کرده‌اند. شرکت‌های متقاضی ورود به بورس، با دارابودن شرایط از پیش اعلام‌شده، برای عرضه سهام به عموم افراد اجازه می‌یابند. بورس سرمایه‌گذاری خطرپذیر لندن نیز از این قبیل است.
وجود فرصت‌های پربازده مالی طی دورهٔ مشارکت سرمایه‌گذاران خطرپذیر، طرح‌ها و شرکت‌های صاحب ایده و فناوری را با استقبال سرمایه‌گذاران خطرپذیر در دانشگاه‌ها و مراکز علمی و آزمایشگاه‌ها و نمایشگاه‌ها روبه‌رو کرده است.
درمجموع، شرکت‌های نوپا خواهان جذب یا افزایش سرمایه‌اند. ازاین‌رو، ایجاد بسترهایی مناسب مانند بازارهای سرمایه‌ای از عوامل مهم تسهیل خروج سرمایه‌گذاران خطرپذیر از شرکت‌ها و کسب بازدهی و نقدینگی مناسب برای آنان است. این بازارها به سرمایه‌گذاران فعال در این صنعت فرصت می‌دهند که بازدهی واقعی یا همان پاداش ریسک‌های تقبل‌شده را در زمان مناسب، با ایجاد نقدینگی در سرمایه‌گذاری ابتدایی خود و خروج از شرکت محقق سازند.
به‌طورخلاصه، ساختار سازمانی این صندوق‌ها به‌این‌صورت است که هیئت امناء، متشکل از سهام‌داران صندوق، با انتخاب یک مدیر یا گروه مدیران، وظایف مربوط به فعالیت‌ها و کارشناسی و ارزیابی طرح‌ها را به این گروه واگذار می‌کند. گروه مدیران سعی می‌کند با گزینش طرح‌های خوب و جذاب که ارزش بالقوه مطلوبی دارد، پس از دو تا سه سال، به بازدهی مطلوبی دست یابد.
کارشناسان و مدیران صندوق باید تمام ابعاد طرح ازجمله مباحث فنی، مسائل بازار و گروه مدیران، برآوردهای مالی و… را با محاسبهٔ ضرایب ریسک این طرح‌ها بررسی کنند؛ بنابراین، در مرحله اول، پس از ارسال پرسش‌نامه شغلی برای صاحبان ایده و کارآفرینان، از آن‌ها می‌خواهند طرح را مفصل توصیف کنند تا ارزش‌گذاری شرکت‌ها به‌خوبی انجام شود. در جلسات آتی نیز از آن‌ها می‌خواهند طرح را با توضیحات بیشتر معرفی کنند تا سرانجام، در طرح‌های منتخب سرمایه‌گذاری کنند.

## سرمایه‌گذاری خطرپذیر در ایران
در ایران یکی از حلقه‌های مهم مفقوده در زنجیره کارآفرینی، شرکت‌های سرمایه‌گذاری خطرپذیر است و کمتر سازمان و شرکتی را می‌توان یافت که به‌طور کامل شاخص‌های سرمایه‌گذاری خطر پذیر را رعایت کرده باشد. از فعالیت سرمایه‌گذاری خطرپذیر در ایران بیش از یک دهه می‌گذرد، حضور سرمایه گذاران خطرپذیر خصوصی با دسترسی به منابع و مشاوران خارجی ادبیات جدیدی وارد صنعت تأمین مالی حوزه نوآوری کرد که تا پیش از آن تنها از طریق اعطای تسهیلات عمدتاً کم بهره می‌برد. انجمن سرمایه‌گذاری خطرپذیر ایران در سال ۱۳۹۱ با حضور ۱۴ شرکت سرمایه‌گذاری خطرپذیر تأسیس شد که هم‌اکنون بیش از ۹۰ عضو دارد، مطابق آمار گزارش شده توسط این انجمن بیش از ۷۰ درصد سرمایه‌گذاری خطرپذیر انجام شده در ایران توسط شرکت‌ها و صندوق‌های کاملاً خصوصی انجام می‌شود. صندوق‌های غیردولتی (با سهامداری کمتر از ۴۹درصدی بخش دولتی) تنها ۲۰ درصد سرمایه‌گذاری‌ها را انجام می‌دهند. صندوق‌های پژوهش و فناوری وابسته به بخش‌های دولتی در تأمین مالی، پرداخت تسهیلات، کارگزاری منابع مالی و صدور انواع ضمانت نامه به شرکت‌های دانش بنیان و فناور فعالیت دارند. متأسفانه طی سال‌های اخیر ساختار استانداردی که مطابق با نرم جهانی و توسط تیم مدیریت حرفه‌ای باشد در این شرکت‌ها به چشم نمی‌خورد. بدون داشتن نگاه بنگاه‌داری در این صنعت، نمی‌توان انتظار رشد و موفقیت از آن را داشت، لذا نگاه دولتی که عمدتاً توسط نهادهایی نظیر معاونت علمی فناوری ریاست جمهوری و صندوق نوآوری و شکوفایی با هدف حمایت از بنگاه‌های دانش‌بنیان صورت می‌پذیرد، نمی‌تواند موجب توسعه صنعت سرمایه‌گذاری خطرپذیر در ایران گردد.

## ساختار سرمایه‌گذاری خطرپذیر
این شرکت‌ها برای بقا در بازار پر ریسکی که کار می‌کنند حتماً باید از ساختاری هوشمند و کارآمد بهره‌مند باشند که البته بستگی به سیاست‌ها و اهداف آن شرکت این ساختار نیز متفاوت است.
چهارچوب کلی که در این شرکت‌ها برقرار است شامل قسمت‌های زیر است:

### بخش انتخاب طرح
این بخش مسئولیت جستجوی طرح، بررسی طرح‌ها پیشنهادی به شرکت و در نهایت انتخاب طرح و ایده مناسب که پتانسیل سرمایه‌گذاری را داشته باشد به‌عهده دارد. پس از انتخاب طرح باید یک برنامه سرمایه‌گذاری شامل میزان بودجه مورد نیاز و زمان‌های تزریق آن به طرح آماده شود.

### بخش تأمین مالی
وی سی فرم‌ها اغلب توانایی پرداخت تمام منابع سرمایه‌گذاری را به تنهایی ندارند و در این راه سعی می‌کنند علاقه‌مندان به این نوع سرمایه‌گذاری را با خود همراه کنند مانند: افراد ثروتمند، صندوق‌های بازنشستگی، صندوق‌های وقف، سازمان‌های خیریه، بانک‌ها و …

### بخش مدیریت شرکت‌های نوپا
این قسمت از اهمیت بالایی برخوردار است چرا که تیم اجرایی و مدیریتی شرکت‌های نوپا در این قسمت هستند. این تیم باید از افرادی تشکیل شود که علاقه، دانش و تجربه مدیریت در شرکت‌های کوچک را داشته باشند.
بعد توافقات لازم با کارآفرین این تیم در مدیریت شرکت نوپا، مشارکت خواهد کرد.

### بخش خروج از سرمایه‌گذاری
این قسمت نیاز به افرادی دارد که با شرکت‌ها و افراد زیادی ارتباط داشته باشند همچنین نحوه ورود و پذیرش شرکت‌ها به بورس را بدانند، تا بهترین سیاست برای واگذاری شرکتی که در آن سرمایه‌گذاری کرده‌اند و خروج از آن را اتخاذ کنند.
از جمله شیوه‌های خروح از سرمایه‌گذاری خطرپذیر می‌توان به موارد زیر اشاره کرد:
1. عرضه ابتدایی سهام به همگان
2. فروش به شرکت‌های بزرگتر
3. بازخرید از سوی کارآفرین
4. مزایده

در سال‌های اخیر، عرضه سهام شرکت‌های تکنولوژیکی به بازار بورس بسیار مورد توجه بوده است. هنگام عرضه سهام به بازار بورس، شرکت‌های سرمایه‌گذار خطرپذیر به‌عنوان مالک بخشی از شرکت کارآفرین بخشی از سهام شرکت را دریافت می‌کنند. هرگاه زمان دادوستد این سهام فرا برسد، شرکت سرمایه‌گذاری خطرپذیر سهام خود را بین شرکای سرمایه‌گذار اندک خود توزیع می‌کند. این شرکا می‌توانند بعد از آن مانند سهامداران معمولی باقی بمانند یا همزمان با دریافت سهام، آن‌ها را نقد کنند. طی بیست سال اخیر، سهام حدود سیصد شرکت که از سرمایه‌های خطرپذیر بهره برده‌اند، در بازار بورس آمریکا عرضه شده است.
مدیران و مالکان شرکت‌ها با توجه به تمامی موارد بالا، راهبرد خروج خود را تدوین و از این راه، نحوه تحقق نهایی منافع حاصل از سرمایه‌گذاری را تعیین می‌کنند. انتخاب راهبرد خروج، با توجه به شرایط و ملاحظات بلندمدت صورت می‌گیرد.

## سرمایه‌گذاری خطرپذیر شرکتی
سرمایه‌گذاری خطرپذیر شرکتی به روشی از سرمایه‌گذاری گفته می‌شود که در آن شرکت‌های بزرگ مستقیماً بر روی استارتاپ‌ها و کسب و کارهای نوپا و نو ظهور سرمایه‌گذاری می‌کنند. در قبال این سرمایه‌گذاری بخشی از سهام استارتاپ به شرکت سرمایه‌گذار منتقل می‌گردد و معمولاً استارتاپ علاوه بر بهره‌مندی از سرمایهٔ تزریق شده از حمایت‌های سرمایه‌گذار بهره‌مند می‌شود. این حمایت‌ها می‌تواند شامل مواردی نظیر استفاده از تخصص شرکت در مسائل فنی، مشاوره در تصمیم‌گیری و اشتراک‌گذاری بازار باشد.

### سرمایه‌گذاری شرکتی چطور به وجود آمد؟
سرمایه‌گذاری خطرپذیر شرکتی به‌عنوان یکی از زیرمجموعه‌های سرمایه‌گذاری خطرپذیر شناخته می‌شود. این پدیده در دوره‌های مختلف ظهور و بروز داشته است و بیشتر هنگامی رونق پیدا کرده که تحولات و نوآوری‌های تکنولوژی فرصت‌هایی نویی را برای سرمایه‌گذاری در بازارهای جدید به وجود آورده‌اند. رویکرد شرکت‌ها به سرمایه‌گذاری خطرپذیر شرکتی در هر دوره متفاوت بوده است اما در دوران کنونی هدف اصلی از این نوع سرمایه‌گذاری به دست آوردن مزیت رقابتی یا دسترسی به شرکت‌های نوآور است که ممکن است بخشی از بازار را به‌عنوان رقیب در دست داشته باشند.
سرمایه‌گذاری خطرپذیر شرکتی مسیر دستیابی به منافع استراتژیک را در پیش می‌گیرد، از عناصر واسطه برای سرمایه‌گذاری استفاده نمی‌کند و در مقایسه با سرمایه‌گذاران سنتی که به دنبال مالکیت کامل استارتاپ هستند، ترجیح می‌دهد بخشی از سهام را در دست بگیرد و به گونه‌ای ورود کند که تیم مدیریتی استارتاپ در اتخاذ تصمیم‌های استراتژیک، استقلال خود را حفظ کند.
نمونه‌های زیر از بزرگ‌ترین شرکت‌های استفاده‌کننده از این نوع سرمایه‌گذاری هستند:
- Google Ventures
- Qualcomm Ventures
- Microsoft Ventures
- Intel Capital

علاوه بر این شرکت‌ها که بیشتر در حوزه فناوری اطلاعات فعالیت می‌کنند، شرکت‌های بزرگ دیگر حوزه‌ها نظیر انرژی، حمل و نقل و سلامت نیز فعالیت‌های مشابهی را آغاز کرده‌اند. در حال حاضر سرمایه‌گذاری خطرپذیر شرکتی به سرعت در حال رشد است، چنان‌که در سال ۲۰۱۷ بیش از ۱۷۹۱ قرارداد سرمایه‌گذاری با ارزشی بیش از ۳۱٫۲ میلیارد دلار در این حوزه به ثبت رسیده است.